# Tarquinio Merula

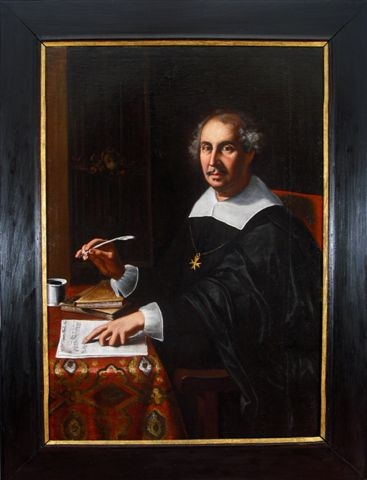
Tarquinio Merula

Tarquinio Merula (Busseto, 1594 of 1595 - Cremona, 10 december 1665) was een Italiaans componist, organist en violist van het vroege baroktijdperk.

## Biografie
Tarquino Merula werd geboren in Busseto. Hij heeft waarschijnlijk zijn muzikale opleiding in Cremona genoten, waar hij al snel werkzaam was als organist. In 1616 kreeg hij de positie van organist van S. Maria Incoronata in Lodi, waar hij bleef tot 1621. Daarna vertrok hij naar Warschau om aan het werk te gaan als organist aan het hof van Sigismund III van Polen. In 1626 keerde hij terug naar  Cremona, en in 1627 werd hij benoemd tot "maestro di capella" aan de kathedraal van Cremona voor de periode van vier jaar. Vervolgens verhuisde hij naar Bergamo om een soortgelijke functie te aanvaarden als opvolger van Alessandro Grandi, die was overleden als gevolg van de pest. Hij werd tijdens deze periode geconfronteerd met de enorme taak de wederopbouw van de muzikale instelling te realiseren, omdat niet alleen Allesandro Grandi aan de gevolgen van de pest overleden was, maar ook andere invloedrijke figuren binnen de instelling de ziekte niet hadden overleefd.
Helaas kwam Merula in conflict met een aantal van zijn studenten, en werd hij beschuldigd van onfatsoenlijk gedrag. Hij heeft zijn werk dus nooit goed af kunnen maken. Hij koos ervoor om terug te keren naar Cremona, waar hij bleef tot 1635. Gedurende deze periode in zijn leven leek hij veel problemen te hebben gehad met zijn werkgever over een scala aan onderwerpen. Hij keerde gefrustreerd terug naar Bergamo, waar hij dit keer bij een andere kerk aan de slag ging. In 1646 ging hij weer terug naar Cremona om als "maestro di cappella" te gaan werken aan de Laudi della Madonna; hier bleef hij tot zijn dood in 1665.

## Stijl
Hoewel hij vooral actief was in Cremona was Merula stilistisch gezien lid van de Venetiaanse school. Hij was een van de meest vooruitstrevende Italiaanse componisten van de vroege 17e eeuw, in het bijzonder bij de toepassing van nieuw ontwikkelde technieken met betrekking tot gewijde muziek. Merula was een sleutelfiguur in de vroege ontwikkeling van verschillende vormen van muziek die later veel toegepast zouden worden in de barokmuziek, zoals de cantate en de aria.

## Invloed Monteverdi
In de gewijde muziek stond Merula met zijn composities onder invloed van Monteverdi, hij gebruikte vaak technieken van zijn grote voorbeeld, maar hij deed ook een aantal nieuwe dingen, zoals het schrijven van motetten voor solostem begeleid door strijkers. Een deel van zijn muziek doet denken aan de concertato stijl van Giovanni Gabrieli. Zijn wereldlijke muziek bevat solo madrigalen met instrumentale begeleiding, en lijkt sterk op de stijl van Monteverdi. Hij schreef ook nog een opera.

## Werken
- Il primo libro delle canzoni a 4, 12 canzona's voor 4 instrumenten, opus 1 (1615)
- Il primo libro de madrigaletti, 3 stemmen en continuo, opus 4 (1624)
- Il primo libro de madrigali concertati, 4 tot 8 stemmen en continuo, opus 5 (1624)
- Il primo libro de motetti e sonate concertati, 2 tot 5 stemmen, opus 6 (1624)
- Satiro e corisca dialogo musicale, 2 stemmen met continuo, opus 7 (1626)
- Libro secondo de concerti spirituali con alcune sonatee, 2 tot 5 stemmen, opus 8 (1628)
- Il secondo libro delle Canzoni da suonare, 12 canzona's voor 3 instrumenten (2 violen en een bas) met continuo, opus 9 (c.1631)
- Madrigali et Altre Musiche concertate a 1-5, libro secondo, 1 tot 5 stemmen, opus 10 (1633)
- Pegaso salmi, motetti, suonate, libro terzo, 2 tot 5 stemmen, opus 11 (c.1637)
- Canzoni overo sonate concertate per chiesa e camera, 2 of 3 instrumenten, opus 12 (1637)
- Curtio precipitato et altri capricii, libro secondo, solo-stem, opus 13 (1638)
- Canzonette a 3 et 4, verloren, opus 14? (Voor 1649)
- Concerto messi, Salmi concertati, 2-8 stemmen en instrumenten, opus 15 (1639)
- Arpa Davidica Salmi, et Messe, 4 stemmen, opus 16 (1640)
- Il quarto libro delle Canzoni da suonare, 2 tot 3 instrumenten, opus 17 (1651)
- Il terzo libro delle salmi et messa concertati, 3 of 4 stemmen, opus 18 (1652)